# Parc du Mémorial de la Paix 228
Le parc du Mémorial de la Paix 228 (chinois traditionnel : 二二八和平紀念公園 ; pinyin : Èrèrbā hépíng jìniàn gōngyuán ; anglais : 228 Peace Memorial Park) est un jardin public, situé dans le district de Zhongzheng de Taipei, à Taïwan. Il rassemble plusieurs mémoriaux aux victimes de l'incident 228 de 1947, dont le Mémorial 228 de Taipei au centre du parc et le musée du Mémorial 228 de Taipei. Il abrite au nord le musée national de Taïwan.

## Historique
Le parc est créé pendant l'époque de la colonisation japonaise de Taïwan en 1900. Il est officiellement connu sous le nom de Taihoku Park, du nom japonais de la ville de Taipei, bien qu'il soit populairement appelé New Park. Le bureau du gouverneur-général de Taïwan, futur palais présidentiel national, est érigé à proximité du parc quelques années plus tard.

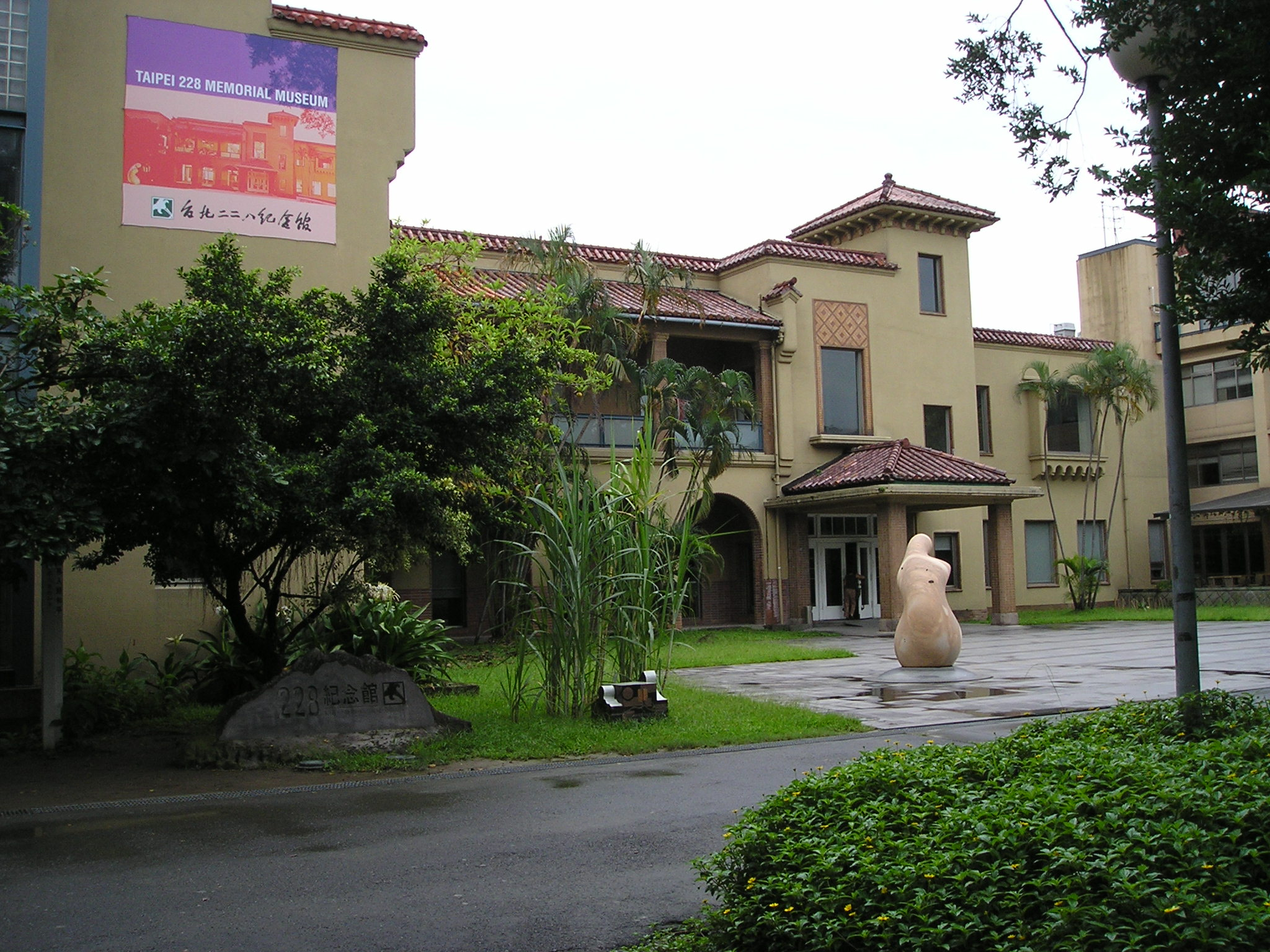
Musée du Mémorial 228 de Taipei, dans l'enceinte du parc.

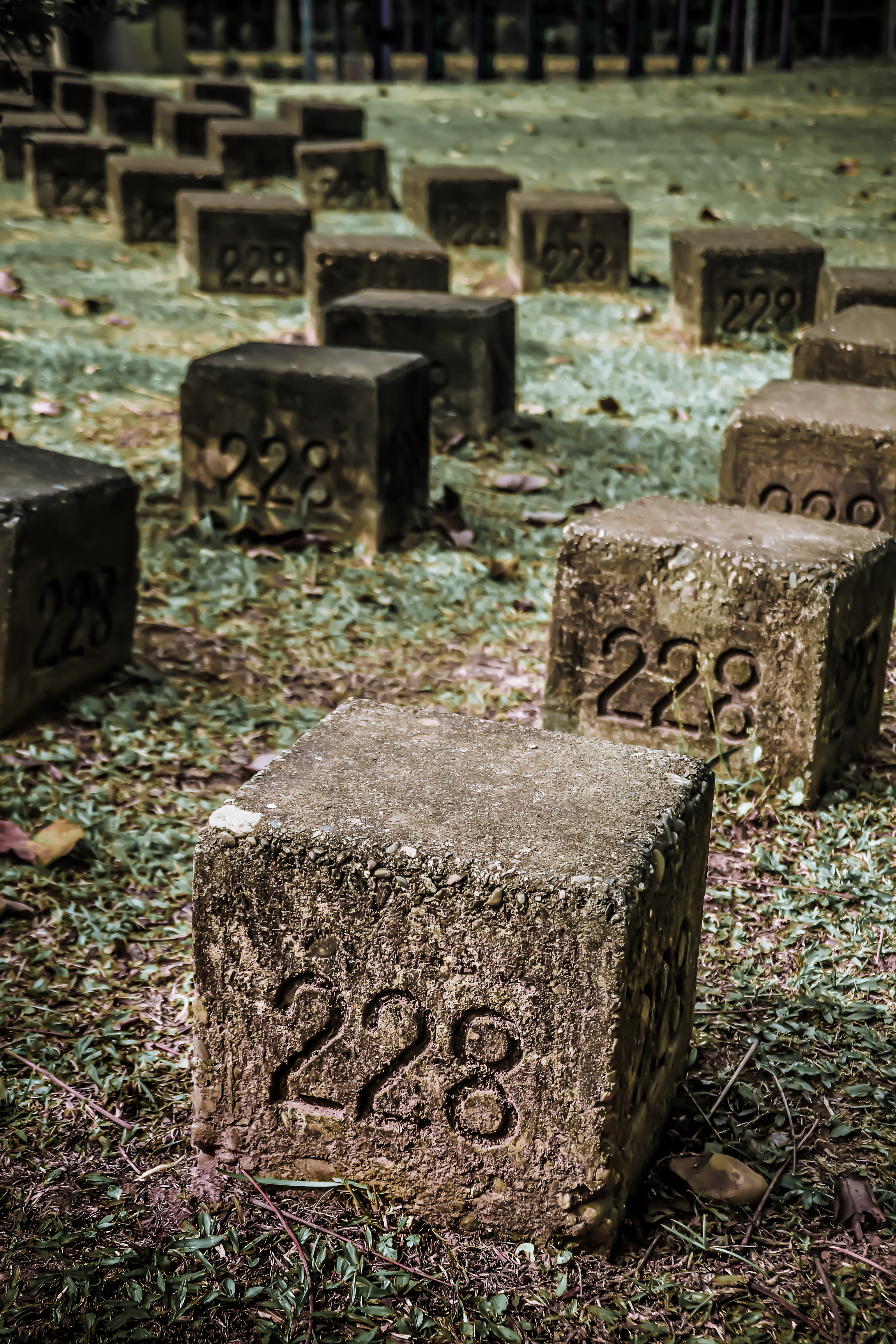
Des blocs du mémorial.

En 1930, le bureau de propagande du gouverneur-général établit un bâtiment de station radio sur le site du parc, appelé Taipei Broadcasting Bureau, dans le but d'encourager le développement des stations de radio sur le territoire insulaire. La Taiwan Broadcast Association est créée un an plus tard pour assurer la gestion des diffusions radio.
À l'issue de la Seconde Guerre mondiale, alors que la République de Chine reprend le contrôle de l'île, le parc est renommé Taipei New Park, soit le nouveau parc de Taipei. L'Association est quant à elle renommée Taiwan Broadcast Company. Le bâtiment radio est alors officiellement utilisé par le gouvernement et l'armée.
Le 27 février 1947, la population civile entame des manifestations devant le bureau de police de la capitale, qui sont alors repoussées par des coups de feu. Le 28, elle se réunit dans le Taipei New Park afin d'investir le bâtiment radio et faire entendre ses revendications sur les ondes radio. Ces événements conduisent à de sévères répressions armées de la part du gouvernement du Kuomintang, celles de ce premier jour étant connues sous le nom d'incident 228,.
Le 28 février 1997, pour le 50e anniversaire de l'incident 228, le bâtiment radio est renommé Taipei 228 Memorial Museum, traduisible de l'anglais par musée du Mémorial 228 de Taipei. Dans les années 2000, pendant le mandat du président Chen Shui-bian, du Parti démocrate progressiste, le parc est renommé 228 Peace Memorial Park.